# Brennus (3. Jahrhundert v. Chr.)
Brennus (gall. Brennos) war ein keltischer Heerführer und Stammesfürst. Es handelte sich hierbei aber wohl weniger um eine historische Person als vielmehr um einen keltischen/gallischen Herrschertitel.
Brennus fiel mit mehreren Stämmen 280 v. Chr. in die Balkanhalbinsel ein und unterlag 279 v. Chr. bei Delphi einem griechischen Heer. Über diesen Kriegszug berichten mehrere antike Autoren, etwa Pausanias, Diodor oder Junianus Justinus.
Brennus kooperierte während des Feldzugs mit einem anderen keltischen Heer, das unter Führung eines gewissen Akichorios stand. Makedonien und Griechenland waren durch die jahrzehntelangen Diadochenkämpfe erheblich geschwächt. Die Kelten umgingen die Thermopylen und schnitten damit die griechischen Verteidiger faktisch ab. Anschließend wurde ein aitolisches Heer geschlagen und die Stadt Kallipolis in Aitolien geplündert und zerstört. Schließlich erreichten die Kelten unter Brennus, denen es vor allem um Beute ging, Delphi, während Akichorios mit seinen Truppen noch nicht aufgeschlossen hatte. Wahrscheinlich erreichten die Kelten sogar den heiligen Distrikt von Delphi selbst. Ein Heer phokischer und aitolischer Truppen griff dann jedoch die Kelten an, die hohe Verluste erlitten und zurückgeschlagen wurden, wobei dieses Ereignis in der Folgezeit teils verklärt wurde. Brennus erlitt beim Angriff schwere Verwundungen und starb kurz darauf, vielleicht durch Selbstmord. Nach der Abwehr der keltischen Invasion wurde in Griechenland das Fest Soteria gestiftet (etwa: „Rettungsfest“).
Die übrigen nach Griechenland eingedrungenen Kelten gründeten unter der Führung ihres neuen Herrschers Komontorios in Thrakien ein Fürstentum, dessen Hauptstadt Tylis war. Der Teil der Kelten, der weiterzog, begründete in Kleinasien das Reich der Galater.